# Rinat Tarzumanov
Rinat Tarzumanov (ur. 26 marca 1984 w Taszkencie) – uzbecki lekkoatleta specjalizujący się w rzucie oszczepem.
Karierę zaczynał w 2001 roku kiedy to startował w mistrzostw świata juniorów młodszych. W kolejnym sezonie nie awansował do finału juniorskich mistrzostw świata. W 2003 wygrał igrzyska centralnej Azji, oraz zajął szóste miejsce w czempionacie kontynentu. Tuż za podium, na czwartym miejscu, zakończył udział w mistrzostwach Azji w 2007. Zdobył brązowy medal igrzysk azjatyckich, które w 2010 roku odbyły się w Kantonie. Złoty medalista mistrzostw Uzbekistanu, stawał także na najwyższym podium międzynarodowych mistrzostw Kazachstanu oraz Tajlandii. 
Rekord życiowy: 79,88 (24 lipca 2004, Tuła). 

## Osiągnięcia
| Rok  | Impreza                               | Miejsce   | Lokata            | Wynik |
| ---- | ------------------------------------- | --------- | ----------------- | ----- |
| 2001 | Mistrzostwa świata juniorów młodszych | Debreczyn | el. – 8. miejsce  | 60,53 |
| 2002 | Mistrzostwa świata juniorów           | Kingston  | el. – 27. miejsce | 57,05 |
| 2003 | Mistrzostwa Azji                      | Manila    | 6. miejsce        | 71,35 |
| 2003 | Igrzyska centralnej Azji              | Duszanbe  | 1. miejsce        | 66,37 |
| 2005 | Mistrzostwa Azji                      | Incheon   | 13. miejsce       | 64,70 |
| 2007 | Mistrzostwa Azji                      | Amman     | 4. miejsce        | 70,35 |
| 2010 | Igrzyska azjatyckie                   | Kanton    | 3. miejsce        | 79,65 |
| 2011 | Mistrzostwa świata                    | Daegu     | el. – 36. miejsce | 70,32 |